# Litoria personata
Litoria personata är en groddjursart som beskrevs av Tyler, Davies och Martin 1978. Litoria personata ingår i släktet Litoria och familjen lövgrodor. IUCN kategoriserar arten globalt som livskraftig. Inga underarter finns listade i Catalogue of Life.